# La segunda dama
La segunda dama es una novela del escritor estadounidense Irving Wallace escrita en 1980. Tiene una marcada intriga, con escenas de sexo y emociones en el marco de la Guerra Fría.

## Argumento
El sexo es el arma secreta de esta novela protagonizada por dos bellas, sensuales y atractivas mujeres que podrían ser hermanas gemelas pero que no guardan ninguna conexión consanguínea entre sí: es más, nacieron en dos partes opuestas del globo terráqueo, pero su parecido es tan grande que se urde un plan diabólico para reemplazar una con la otra.
La trama podría parecer no tan compleja si no supiéramos la identidad de una de las damas, la primera dama de los Estados Unidos, Billie Bradford esposa del presidente de los Estados Unidos Andrew Bradford, quien será remplazada por una actriz soviética Vera Vavilova quien trabaja para la KGB.
El cambio de las damas se realiza durante una muy importante cumbre entre ambas naciones para decidir el futuro de una nación africana con una disputa interna, pero que posee una muy importante cantidad de material radiactivo en su subsuelo, tras una serie de acciones las damas son intercambiadas y nadie parece darse cuenta de esto ni la familia de Billie ni su propio esposo, hasta que aparecen en escena las dudas de dos personajes importantes dentro del contexto de la obra Guy Parker quien escribe una biografía de la primera dama y las de la asistente personal de Billie, Nora Judson, quienes tendrán que sortear una serie de dificultades para intentar desenmascarar a la segunda dama.
- Datos: Q7762933